# Dekanat piński
Dekanat piński – jeden z 7 dekanatów diecezji pińskiej na Białorusi. W jego skład wchodzi 13 parafii. 

## Historia
W 1938 roku dekanat składał się z 21 parafii i kościoła. Trzech obecnych parafii dekanatu:
- parafii katedralnej Wniebowzięcia Najświętszej Maryi Panny w Pińsku
- parafii w Janowie Poleskim
- parafii w Łohiszynie

oraz:
- parafii Matki Bożej Bolesnej w Pińsku
- parafii św. Karola Boromeusza w Pińsku
- parafii św. Stanisława Biskupa w Pińsku
- parafii w Czerwiszczach
- parafii w Dolsku
- parafii w Duboju
- parafii w Horodyszczu (ob. w dekanacie baranowickim)
- parafii w Kościuszkowiczach
- parafii św. Jana Ewangelisty w Lubieszowie
- kościoła OO. Kapucynów w Lubieszowie (obrz. wsch.) (ob. parafia w dekanacie łuckim w diecezji łuckiej)
- parafii w Morocznie
- parafii w Ochowie
- parafii w Otołczycach
- parafii w Podhaciu
- parafii w Pohoście Zahorodzkim
- parafii w Porzeczu
- parafii w Sosznie
- parafii w Wilczówce
- parafii w Zarzeczu

## Lista parafii
| Lp. | Miejscowość / parafia                                       | Proboszcz / administrator | Kościół                                                         | Zdjęcie |
| --- | ----------------------------------------------------------- | ------------------------- | --------------------------------------------------------------- | ------- |
| 1   | Pińsk Parafia Wniebowzięcia Najświętszej Maryi Panny        | ks. Paweł Wróbel          | Kościół Wniebowzięcia Najświętszej Maryi Panny w Pińsku         |         |
| 2   | Pińsk Parafia św. Karola Boromeusza i św. Benedykta         | ks. Andrzej Ryłko         | Kościół św. Benedykta w Pińsku                                  |         |
| 3   | Pińsk Parafia Zesłania Ducha Świętego                       | ks. Czesław Ladyka        | Kościół Zesłania Ducha Świętego w Pińsku                        |         |
| 4   | Bezdzież Parafia Trójcy Przenajświętszej                    | ks. Paweł Kruczek         | Kościół Trójcy Przenajświętszej w Bezdzieżu                     |         |
| 5   | Dawidgródek Parafia Bożego Ciała                            |                           | Kościół Bożego Ciała w Dawidgródku                              |         |
| 6   | Drohiczyn Parafia Matki Bożej Królowej                      |                           | Kościół Matki Bożej Królowej w Drohiczynie                      |         |
| 7   | Janów Poleski Parafia Podwyższenia Krzyża Świętego          | ks. Paweł Kruczek         | Kościół Podwyższenia Krzyża Świętego w Janowie                  |         |
| 8   | Krzywczyce Parafia św. Anny                                 | ks. Czesław Ladyka        | Kaplica św. Anny w Krywczycach                                  |         |
| 9   | Osowa Parafia Wniebowzięcia Najświętszej Maryi Panny        |                           | Kościół Wniebowzięcia Najświętszej Maryi Panny w Osowej         |         |
| 10  | Łohiszyn Parafia Świętych Apostołów Piotra i Pawła          | ks. Paweł Kruczek         | Kościół Świętych Apostołów Piotra i Pawła w Łohiszynie          |         |
| 11  | Łuniniec Parafia św. Józefa                                 |                           | Kościół św. Józefa w Łunińcu                                    |         |
| 12  | Mikaszewicze Parafia Wniebowzięcia Najświętszej Maryi Panny |                           | Kaplica Wniebowzięcia Najświętszej Maryi Panny w Mikaszewiczach |         |
| 13  | Stolin Parafia Wniebowzięcia Najświętszej Maryi Panny       |                           | Kościół Wniebowzięcia Najświętszej Maryi Panny w Stolinie       |         |
| 14  | Telechany Parafia Podwyższenia Krzyża Świętego              |                           | Kościół Podwyższenia Krzyża Świętego w Telechanach              |         |